# Историја читања
Историја читања (енгл. A history of reading) је књига о историји књига и читања аргентинско-канадског есејисте, романописаца, преводилаца, уредника и антологичара Алберта Мангела (енгл. Alberto Manguel) (1948), објављена 1996. године. Српско издање књиге објављено је 2005. године у издању "Светова" из Новог Сада у преводу Владимира Гвоздена.

## О аутору
Алберто Мангел је рођен у Буенос Ајресу 1948. године. Године 1985. је постао канадски држављанин. Живео је у Израелу, Аргентини, Италији, Енглеској и Француској. Мангел је антологичар, преводилац, романописац, есејиста, уредник и антологичар. Пише и прилоге за новине и часописе широм света. 
Гостујући је професор на Универзитету Њуфаундленда, на Берлинском универзитету, универзитету у Монктону и стални је сарадник британског часописа Times. Почасни је доктор Универзитета у Лијежу и члан Фондације Гугенхајм.
Добио је следеће награде: Premio Germán Sánchez Ruipérez у Шпаинији, Harbourfront у Канади, Grinzane Cavour у Италији и Roger Caillois у Француској. Носилац је титуле Officier des Arts et des Lettres Француске владе.

## О књизи
Историја читања је књига која се бави проучавањем феномена читања, његовој историји, култури, односу читања према посредовању друштвених институција и разним видовима технологије.
Алберто Мангел је седам година стварао ову књигу. Идеја је била да напише есеј али се тема чинила сувише обимна и широка те је написао књигу. 
Аутор је проучавао историју читања од Индије, Кине, Персије, Грчке, Рима, средњег века, ренесансе, па све до најновијих времена. Описао је разне ликове читалаца, папирусе, пергаменте, кодексе, библиотеке и њене утемељиваче, манастирске ћелије и скрипторије, салоне и приватне собе, сајбер просторе...Кроз књигу је написао историју културе људског рода, њену генезу и контраверзност.
Књигу је започео делом под насловом Читаоцу где је цитирао Роберта Дарнтона, Вирџинију Вулф и Дени Дидроа:
| „                       | Читање има историју. | ” |
| — Роберт Дарнтон, 1990. |                      |   |

| „                       | Јер жељу за читањем, као и све друге жеље које збуњују наше несрећне душе, могуће је анализирати. | ” |
| — Вирџинија Вулф, 1923. |                                                                                                   |   |

| „                   | Али ко ће бити господар? Писац или читалац? | ” |
| — Дени Дидро, 1796. |                                             |   |

У одељку на крају књиге који носи назив Празне странице на крају стоји:
| „ | Историја читања, на срећу, нема краја...Није готово. | ” |

Сем чињеница и података које се налазе у књизи, обилује и мноштвом фотографија које на сликовит начин дочаравају тему о којој је Алберто Мангел писао. 

## Награде и признања
Књигу је Times Literary Supplement окарактерисао као "светску књигу године". The New Yorker Историју читања је описао као "љубавно писмо писано да би било читано".